# Jannik Freese
Jannik Freese (* 13. August 1986 in Oldenburg) ist ein deutscher Basketballspieler. Er zählte zuletzt zum Aufgebot des Erstligisten Hamburg Towers.

## Karriere
Freese spielte als Jugendlicher für den Oldenburger TB. Nach einem Jahr in den Vereinigten Staaten, in dem er für die Basketballmannschaft der Northwestern High School in Hyattsville (Bundesstaat Maryland) spielte, kehrte er 2005 in sein Heimatland zurück und schloss sich Zweitligist SG FT/MTV Braunschweig an. Im Laufe der Saison 2007/08 gab er sein Debüt für Braunschweigs Bundesliga-Mannschaft – dem Kooperationsverein der SG – damals Phantoms genannt, entschloss sich zur Folgesaison aber zum Wechsel. Er spielte ab 2008 bei den LTi Gießen 46ers in der Basketball-Bundesliga und erhielt dank einer Doppellizenz zunächst zusätzliche Spielpraxis für Gießens Kooperationspartner Lich in der 2. Bundesliga. Zur Saison 2011/2012 verließ er Gießen, kehrte in seine Heimat zurück und unterschrieb einen Vertrag bei den EWE Baskets Oldenburg.
Nach drei Jahren in Oldenburg verließ Freese den Verein zur Saison 2014/2015. In der Hoffnung auf mehr Spielzeit schloss sich Freese zur Saison 2014/2015 Aufsteiger Crailsheim Merlins an. 
Nach Auslauf seines Kurzvertrages bei den Crailsheim Merlins unterschrieb er Anfang 2015 einen Zweimonatsvertrag bei Alba Berlin. Vor dem Auslaufen des Vertrags, wurde dieser bis zum Saisonende verlängert.
Zur Saison 2015/2016 unterzeichnete Freese einen Vertrag bei den Eisbären Bremerhaven und kehrte nach einem Jahr in Bremerhaven im August 2016 nach Braunschweig zurück, wo er sich zehn Jahre zuvor seine ersten Bundesliga-Sporen verdient hatte. Anfang Dezember 2016 wurde sein Vertrag in Braunschweig „im beiderseitigen Einvernehmen“ aufgelöst. Freese hatte zwölf Ligaspiele für Braunschweig bestritten und dabei durchschnittlich 6,3 Punkte sowie 3,3 Rebounds pro Einsatz erzielt. Einen Tag nach seinem Abschied aus Braunschweig gaben die EWE Baskets Oldenburg seine Rückkehr bekannt, für die er bis Saisonende 27 Bundesliga-Einsätze (1,1 Punkte im Schnitt) verbuchte.
Im September 2017 wurde Freese beim Zweitligisten SC Rasta Vechta als Neuzugang vorgestellt. Die Niedersachsen gaben ihm einen auf sechs Wochen befristeten Vertrag, nach dessen Auslaufen er den Verein verließ.
Mitte Januar 2018 wurde Freese von den Hamburg Towers (2. Bundesliga ProA) verpflichtet. In der Saison 2018/19 wurde er mit den Hamburgern ProA-Meister und stieg damit in die BBL auf. Freese stand auf dem Weg zum Titel in 41 Partien auf dem Feld und erzielte Mittelwerte von 10,6 Punkten sowie fünf Rebounds je Begegnung. Im Juli 2019 verlängerte er seinen Vertrag mit den Towers um weitere zwei Jahre. Allerdings wurde die Zusammenarbeit im September 2020 beendet.
2024 gründete Freese gemeinsam mit der Unternehmerin Esmeralda Baez in New York das Startup Night Knight. Das Unternehmen hat sich auf die Entwicklung eines veganen Abend-Supplements spezialisiert, das Entspannung und Erholung fördern soll. Mit dieser Gründung brachte Freese seine Erfahrungen als ehemaliger Profisportler und seine Erkenntnisse über die Bedeutung von Erholung und Regeneration in ein innovatives Produkt ein.

## Sonstiges
Neben seinem Beruf als Basketballspieler studierte Freese Betriebswirtschaftslehre.